# Hall Pass
Hall Pass (Brasil: Passe Livre / Portugal: Rédea Solta) é um filme americano de 2011, uma comédia dirigida por Bobby Farrelly e Peter Farrelly, com os atores Owen Wilson, Jason Sudeikis, Alyssa Milano, Christina Applegate, Jenna Fischer, Richard Jenkins e Alexandra Daddario.
Rick e Fred, dois maridos que estão tendo dificuldades em seus casamentos, recebem passes livres de suas esposas: por uma semana, eles podem fazer sexo com outras mulheres.
Estreou nos Estados Unidos em 25 de fevereiro de 2011, alcançando nessa semana a segunda posição no ranking cinematográfico norte-americano semanal.

## Sinopse
Os melhores amigos Rick e Fred (Owen Wilson e Jason Sudeikis) estão casados há muitos anos. Quando começam a mostrar sinais de impaciência em casa, suas esposas (Jenna Fischer e Christina Applegate) tomam uma medida drástica e arriscada para revitalizar seus casamentos: dão aos maridos um "passe livre", uma semana de liberdade para fazerem o que quiserem, sem consequências. No início, parece que o sonho virou realidade para Fred e Rick, mas eles logo descobrem que sua expectativa da vida de solteiro - e eles mesmos - estão hilariamente fora da realidade.

## Elenco
- Owen Wilson como Richard "Rick" Mills, marido de Maggie
- Jason Sudeikis como Fred Searing, marido de Gracie
- Jenna Fischer como Maggie Mills, esposa de Rick
- Christina Applegate como Grace Searing, esposa de Fred
- Joy Behar como Dr. Lucille "Lucy" Gilbert
- Nicky Whelan como Leigh
- Bruce Thomas como técnico Rick Coleman
- Alexandra Daddario como Paige
- Alyssa Milano como Mandy Bohac
- Derek Waters como Brent
- Kristin Carey como tia Meg
- Tyler Hoechlin como Gerry
- Stephen Merchant como Gary Putney
- J. B. Smoove como Flats
- Larry Joe Campbell como Hog Head McCormick
- Richard Jenkins como Coakley
- Lauren Bowles como Britney
- Vanessa Angel como Missy Frankinopoulos
- Dwight Evans como Sr. Mills

## Produção
O projeto começou como um roteiro de especulação escrito por Pete Jones, que os irmãos Farrelly compraram em setembro de 2005, pagando uma "alta de seis dígitos". Conundrum Entertainment, a parceria de produção dos irmãos Farrelly com Bradley Thomas, produziu o filme, junto com Charlie Wessler. Owen Wilson foi o primeiro dos dois protagonistas a se comprometer com o projeto; Jason Sudeikis foi a escolha dos irmãos Farrelly para o outro papel principal, mas em janeiro de 2010 ainda era incerto se seu compromisso com seu trabalho no Saturday Night Live permitia sua participação.
A filmagem principal começou em fevereiro de 2010 em Atlanta, com Christina Applegate, Alyssa Milano, Larry Joe Campbell e Vanessa Angel como adições tardias ao elenco. Embora filmado na Geórgia, o cenário do filme, como a maioria dos filmes dos irmãos Farrelly, é a Nova Inglaterra; especificamente Providence, Rhode Island. A Geórgia foi escolhida devido aos incentivos introduzidos pelo Georgia Entertainment Industry Investment Act de 2008; de acordo com a Divisão de Cinema, Música e Entretenimento Digital do Departamento de Desenvolvimento Econômico da Geórgia, Hall Pass foi parte do gasto de quase um bilhão de Hollywood no estado durante 2010; Marc Fischer, produtor executivo de Hall Pass, chamou Atlanta de mais econômico e fácil de filmar do que Boston. Fischer, também produtor executivo do filme The Three Stooges dos irmãos Farrelly , já em maio de 2010 já havia começado o trabalho de pré-produção na Geórgia para esse filme.
Amanda Bynes foi originalmente definida para estrelar o filme, mas foi substituída por Alexandra Daddario logo após o início das filmagens. Bynes mais tarde admitiu que ela havia desistido da produção porque o início de seu conhecido vício em Aderall e problemas de saúde mental tornou quase impossível para ela se concentrar em seu desempenho.
Esta é a terceira vez que Jason Sudeikis e Christina Applegate estrelam juntos em um filme, os outros sendo The Rocker e Going the Distance.

## Recepção

### Bilheteria
Hall Pass foi o primeiro colocado no dia da abertura, com US$ 4,6 milhões, e as estimativas iniciais o colocaram em segundo lugar no fim de semana atrás de Gnomeo & Juliet, mas Gnomeo & Juliet foi superestimado e colocado em segundo lugar, colocando Hall Pass em primeiro lugar, com US$13,5 milhões. seu fim de semana de abertura. Finalmente, arrecadou US$ 45 milhões na América do Norte e US$38,2 milhões em outros territórios para um total de US$83,2 milhões em todo o mundo, em um orçamento de US$36 milhões.

### Resposta da crítica
No site Rotten Tomatoes, o filme tem uma classificação de aprovação de 33% com base em 172 avaliações e uma classificação média de 4,6/10. Em Metacritic, o filme tem uma pontuação de 45 de 100 com base em 36 críticos, indicando "revisões mistas ou médias". As audiências pesquisadas pelo CinemaScore deram ao filme uma nota média de "B-" em uma escala A+ a F.
O crítico Roger Ebert deu ao filme duas estrelas e meio de quatro estrelas dizendo: "Um problema com  Hall Pass, eu acho, é que tanto Owen Wilson quanto Jason Sudeikis são afáveis, e o filme quer que gostemos deles. Muitas vezes é mais útil para uma comédia ter personagens cujo constrangimento nós gostamos".